# Église Natività di Gesù
L'église Natività di Gesù (en français : Église de la Nativité-de-Jésus) est une église romaine située dans le rione de Parione sur la piazza Pasquino.

## Historique
La première église fut construite au XVIe siècle sur décision du pape Innocent XII qui alloue alors à la compagnie de la Nativité, instituée en 1616, le droit d'édifier un oratoire. L'édifice est maintes fois restauré avant d'être totalement reconstruit en 1862.

## Architecture
La façade de style néorenaissance se compose d'un portail unique portant sur le frontispice l'inscription Gloria in excelsis Deo. L'intérieur est composé d'une nef unique et de deux chapelles latérales par côté.

## Sources et références
- (it) Cet article est partiellement ou en totalité issu de l’article de Wikipédia en italien intitulé « Chiesa della Natività di Gesù » (voir la liste des auteurs).